# 五会村
五会村（いつえむら）は、愛知県海西郡にかつてあった村である。
現在の愛西市の一部（旧・立田村東部）。四会町、宮地町、下一色町、石田町、新右ヱ門新田町、早尾町）に該当する。

## 歴史
- 1878年（明治11年） - 西一色村、笹塚村、高田村、脇野新田が合併し、四会村となる。
- 1889年（明治22年）10月1日 - 四会村、下一色村、宮地村、石田村、新右衛門新田が合併し、五会村が発足。
- 1906年（明治39年）7月1日 - 早尾村、立和村、川治村、六ツ和村の一部と合併し、立田村発足。同日五会村は廃止。